# Fini Pfannes
Fini Pfannes (geboren am 8. Dezember 1894 als Josefine Proper in Pitești, Rumänien; gestorben am 20. Dezember 1967 in Frankfurt) war eine rumänisch-deutsche Unternehmerin und Hausfrau, die sich auch gesellschaftspolitisch engagierte.

## Leben
Josefine Proper wurde als Tochter des wohlhabenden deutschstämmigen Exporteurs Nathan Proper in Rumänien geboren und wuchs in Brăila auf. Nach Abschluss einer kaufmännischen Lehre arbeitete sie in seinem Betrieb und lernte während des Ersten Weltkriegs Carl Pfannes kennen, den sie 1920 als seine zweite Frau heiratete; er hatte sich zuvor für sie scheiden lassen. Gemeinsam lebte das Paar in Frankfurt am Main, wo Carl Pfannes Generalvertreter für zwei Verlage (Knorr & Hirth, Vobach) war.
Pfannes war eine geschickte Köchin und Hauswirtschafterin, veröffentlichte bald nach der Heirat Kochrezepte in Zeitschriften, wurde bei den Main-Gaswerken als Werbeberaterin und Kochvorführdame angestellt und wurde Werbeleiterin mit 30 Mitarbeitern. Sie war Mitbegründerin des Bundes für Volksernährung und vermarktete die Idee eines „Wirtschaftsbuchs für die Hausfrau“, ein vorgedrucktes Haushaltsbuch. Sie verfasste zudem zahlreiche Rezepte für die später erschienenen Koch- und Diätbücher.
In den 1930er Jahren wurde die konvertierte Katholikin wegen ihrer jüdischen Abstammung von allen existierenden Ämtern, Berufen und Verträgen ausgeschlossen. Sie wurde von einflussreichen Verwandten geschützt und überstand den Zweiten Weltkrieg unbeschadet durch ihre völlige Abschottung von der Umwelt. Ihr Mann starb 1940.
In der Nachkriegszeit wurde Pfannes sogleich wieder gesellschaftspolitisch und unternehmerisch tätig. Zeitgleich zu ihrer intensiven Frauenverbandstätigkeit organisierte Pfannes einen Inseratedienst, den sie nach der Währungsreform 1948 zur bundesweiten Werbeplattform für Lebensmittel- und Haushaltgerätefirmen ausbaute. Neben dem Betrieb des lukrativen Pfannes-Werbedienstes gab sie auch Das Frauenjournal heraus und betrieb den Hausfrauen-Verlag, der mit ärztlicher Beratung weitere Koch- und Diätbücher sowie Broschüren und Werbematerial herausgab.
Bereits im Mai 1945 traf Pfannes auf die Journalistin Helli Knoll, und die Frauen begannen mit den Gründungsvorbereitungen für eine überparteiliche Frauenorganisation in Frankfurt. Sie fanden genug Unterstützerinnen, um den Frankfurter Frauen-Ausschuss zu gründen, der erstmals 1946 öffentlich tagte und dem auch Maria Moritz, Marie Bittorf, Anne Bringezu und Elisabeth Rhabanus angehörten. Helli Knoll übernahm den Ersten Vorsitz, Pfannes den Zweiten. In Flugblättern forderte der Frauen-Ausschuss unter anderem eine Gleichbehandlung von Frauen auf allen Gebieten, auch hinsichtlich Arbeitsbedingungen, Löhnen und Karriere. Als Postadresse wurde Pfannes Privatanschrift angegeben und eine von Pfannes Sekretärinnen wurde für die Vereinsarbeit abgestellt. Pfannes reiste viel durch das verwüstete Deutschland, um weitere örtliche Vereine und deren Vernetzung zu fördern. Vor allem dank ihrer finanziellen Unterstützung konnte im Mai 1948 der Interzonale Frauenkongress in der Frankfurter Paulskirche mit 650 Teilnehmern aus den Westzonen sowie dem westlichen Ausland stattfinden. Die in Frankfurt angestrebte Überparteilichkeit konnte allerdings nur einige Jahre aufrechterhalten werden: Nach dem Ausschluss aller Kommunistinnen 1950 begannen Parteiinteressen zu dominieren. Pfannes war noch bis Oktober 1951 Geschäftsführende Vorsitzende des Frauen-Verbands Hessen; sie schied 1953 aus dessen Vorstand aus.
Fini Pfannes versuchte sowohl die Gleichberechtigung von Frauen im Erwerbsleben, wie auch die Rolle von Hausfrauen zu stärken. Da der Unterausschuss für Hauswirtschaft und Ernährung im Hessischen Frauenverband zu wenig Einfluss erlangte, gründete Pfannes im März 1949 eine Berufsorganisation für Hausfrauen in Frankfurt. Auch in anderen Orten in Deutschland kamen führende Hausfrauen-Vertreterinnen in ähnlichen Organisationen zusammen, die sich dann in einer Tagung in Eutin am 16. bis 18. Juni 1949 zum (neuen) Deutschen Hausfrauenbund zusammenschlossen. Auch der Vorkriegsorganisation des DHB hatte Fini Pfannes angehört. Dem neuen DHB gehörten allerdings auch ehemalige Mitglieder der Reichsgemeinschaft Deutscher Hausfrauen (RDH) an, was in der Nachkriegszeit allerdings gern übergangen wurde. Präsidentin des DHB wurde Emmy Lüthje, Pfannes übernahm dagegen als Geschäftsführende Vorsitzende entscheidende organisatorische Funktionen und war sehr aktiv in der hessischen Verbandsarbeit. Das versetzte sie in die Lage, Emmy Lüthje schon 1952 abzulösen, was zum persönlichen Bruch führte (Lüthje gründete die konkurrierende Hausfrauen-Union).
In Pfannes’ Zeit als DHB-Vorsitzenden und dann -Präsidentin von 1949 bis 1956 gelang es ihr, den DHB in beratender Funktion in 32 Verbrauchergremien zu etablieren, was ihr großen Einfluss auf die Konsumwelt der Bundesrepublik verschaffte. In gleich 16 dieser Gremien nahm Fini Pfannes die DHB-Vertretung wahr, etwa bei den Verbraucherausschüssen beim Bundesernährungs- und beim Bundeswirtschaftsministerium in Bonn, beim Bundesmarktverband für Vieh und Fleisch, beim Verwaltungsrat der Einfuhrstelle Zucker, beim Informationsdienst für Frauenfragen, beim Deutschen Grünen Kreuz usw. In der Arbeitsgemeinschaft der Verbraucherverbände war sie 1955 sogar die 2. Vorsitzende und auch Vorstandsmitglied des Vereins zur Förderung des Milchverbrauchs e. V. So wurde der DHB auch in politischen Beratungen zu Familienfragen beteiligt, wie etwa 1950 beim ersten Entwurf des Mutterschutzgesetzes.
1953 erhielt Pfannes das Bundesverdienstkreuz am Bande. 1955 bemühte sie sich als DHB-Präsidentin gegen Widerstand aus eigenen Reihen um die Professionalisierung des Berufs der Hausangestellten und um einen Manteltarifvertrag zur Verbesserung von teilweise unmenschlichen Arbeitsbedingungen. Haushaltsgehilfinnen sollten nach einem von DHB und Frauenvertretern des NGG ausgehandelten Vorschlag Anspruch auf ein Privatleben, geregelte Arbeitszeiten und soziale Anerkennung erhalten. Da die Mehrheit der deutschen Hausfrauen nicht im DHB organisiert war, und auch der Zentralverband der katholischen Frauen- und Müttergemeinschaften und der Berufsverband katholischer Hausgehilfinnen in Deutschland e. V. gegen diese Initiative stritten, kam das Vorhaben zunächst zum Erliegen, die öffentlichkeitswirksam verbreiteten Ideen wurde aber später von anderen Seiten wieder aufgenommen. Weiterhin setzte sich Pfannes in der Wiederbewaffnungsdiskussion entschieden gegen die Möglichkeit eines freiwilligen Wehrdienstes für Frauen ein, um junge Mädchen weiterhin als niedrigbezahlte Haushaltskräfte zu binden. Dabei argumentierte sie auch mit dem Bild der Blitzmädel, die nicht wiederkehren dürften. Schließlich schlug sie die Einrichtung eines „Verbraucherministeriums“ vor, um kritische Konsumenten und Kundenaufklärung zu fördern. Bei diesen Anliegen suchte Pfannes den direkten Kontakt zur Bundesregierung und traf etwa die Bundesminister Ludwig Erhard oder Franz-Josef Wuermeling.
Durch Verquickung von Vereins- und Geschäftsinteressen geriet Pfannes in die Kritik, darunter von Rosine Speicher, die daraufhin aus dem Vorstand des DHB gedrängt wurde. Bei der Hauptversammlung des DHB im Juni 1956 wurde Fini Pfannes wegen der nur lückenhaften Offenlegung ihrer Geschäftsbeziehungen beinahe die Entlastung verweigert. Der Spiegel recherchierte, dass Pfannes ihre Vorstands- und Gremientätigkeiten dazu genutzt hatte, um Geldmittel beispielsweise aus der Milch- und Plastikverpackungsindustrie zu kassieren, um daraufhin in ihren Veröffentlichungen als scheinbar unbeeinflusste Partei für deren Produkte zu werben. Zu einer juristischen Aufarbeitung dieser Verstrickungen ist nichts bekannt.
Pfannes trat darum nicht erneut zur Wahl als DHB-Präsidentin an; ihre Nachfolgerin wurde Lotte Uekermann. Sie selbst ging zurück auf die Landesebene, wo sie von 1956 bis in ihr Todesjahr Präsidentin des hessischen DHB-Landesverbands blieb.
1962 trat Pfannes der CDU bei, der sie programmatisch schon lange nahegestanden hatte.
Pfannes starb 1967 kinderlos und vermachte den Hauptteil ihres beträchtlichen Privatvermögens der Fini-Pfannes-Stiftung zur Förderung des hauswirtschaftlichen Fachbereichs mit Sitz in Frankfurt am Main.

## Werke (Auswahl)
- Anweisungen zur Herstellung kalter Gerichte mit Hilfe des Kelvinators (um 1928)
- Gesund und billig: Zeitgemässe Ernährung in Theorie und Praxis (1933)
- Einmachen von Lebensmitteln im Haushalt (1933)
- Diät: Die Zubereitung von Krankenkost im Haushalt (1933, Mitarbeit: Lotte Knoll)
- Backen von Kuchen, Torten, Törtchen und Kleingebäck (1933/34)
- Die Küche, Handbuch in 10 Heften (1952)
- Lauter Leibspeisen: Gesund, schnell, festlich, international. Schweizer Spezialitäten. Milch/Rahm/Joghurt (1963, Mitarbeit: Ida Lindauer)
- Gute Sachen für schlechte Tage. Diätkuren daheim (1966, diätetische Redaktion: Heinz Willert)
- Die richtige Diät für jeden Fall (1973, diätetische Redaktion: Heinz Willert)